# سكوت رينولدز نيلسون
سكوت رينولدز نيلسون (بالإنجليزية: Scott Reynolds Nelson)‏ هو مؤرخ أمريكي، ولد في القرن العشرين.